# 18 446 744 073 709 551 615
18 446 744 073 709 551 615 (восемнадцать квинтиллионов четыреста сорок шесть квадриллионов семьсот сорок четыре триллиона семьдесят три миллиарда семьсот девять миллионов пятьсот пятьдесят одна тысяча шестьсот пятнадцать) — натуральное число.

## Математика
- 18 446 744 073 709 551 615 — нечётное бесквадратное число.
- Разложение на множители: 3 · 5 · 17 · 257 · 641 · 65537 · 6700417.
- 18 446 744 073 709 551 615 является числом Мерсенна, так как 18 446 744 073 709 551 615 = 264 — 1[1][2].
- Разложение на множители числа 18 446 744 073 709 551 615 состоит из пяти первых чисел Ферма и двух чисел, на единицу больших кратных 128: 641 и 6700417.
- Число является совершенным тотиентным.
- Число является решением Задачи о зёрнах на шахматной доске[3][2].
- Число является числом ходов в решении оригинальной Ханойской башни с 64 дисками и тремя стержнями[2].

## В вычислительной технике
Число 18 446 744 073 709 551 615 в шестнадцатеричной системе записывается как FFFF FFFF FFFF FFFF16 и является максимальным возможным значением для 64-битного беззнакового целого. Таким образом, в некоторых языках программирования, используемых на современных компьютерах, это максимальное значение для переменной, описанной как unsigned int64 или unsigned long long.